# Liên đoàn Thế giới các Tổ chức Kỹ thuật
Liên đoàn Thế giới các Tổ chức Kỹ thuật, viết tắt là WFEO (tiếng Anh: World Federation of Engineering Organizations, tiếng Pháp: Federation Mondiale des Organisations d'Ingenieurs: FMOI) là một tổ chức phi chính phủ, phi lợi nhuận quốc tế hoạt động đại diện cho các hội nghề nghiệp kỹ thuật.
WFEO thành lập năm 1968 bởi một nhóm các tổ chức kỹ thuật khu vực, dưới sự bảo trợ của Tổ chức Giáo dục, Khoa học và Văn hóa Liên Hợp Quốc (UNESCO) ở Paris, Pháp.
WFEO tập hợp các tổ chức kỹ thuật quốc gia từ hơn 90 quốc gia và đại diện cho chừng 20 triệu kỹ sư từ khắp nơi trên thế giới. Chủ tịch WFEO từ 2013 là Marwan Abdelhamid người Palestine.

## Mục tiêu
Mục tiêu của WFEO là:
- Đại diện cho các ngành nghề kỹ thuật quốc tế, cung cấp trí tuệ tập thể và hướng dẫn các nghề nghiệp để giúp các cơ quan quốc gia chọn lựa chọn chính sách thích hợp nhằm giải quyết các vấn đề quan trọng hầu hết các nước có ảnh hưởng trên thế giới.
- Nâng cao việc thực hành kỹ thuật.
- Làm cho thông tin về kỹ thuật có sẵn cho các nước trên thế giới, và tạo điều kiện thông tin liên lạc giữa các quốc gia thành viên về thực hành tốt nhất của thế giới trong các hoạt động kỹ thuật quan trọng.
- Thúc đẩy an ninh kinh tế-xã hội và phát triển bền vững, xóa đói giảm nghèo trong tất cả các nước trên thế giới, thông qua các ứng dụng thích hợp của công nghệ.
- Phục vụ xã hội và được công nhận bởi các tổ chức quốc gia, quốc tế và công chúng, như là một nguồn có uy tín và giá trị của tư vấn và hướng dẫn về các chính sách, quyền lợi và mối quan tâm liên quan kỹ thuật và công nghệ đến con người và môi trường tự nhiên.
- Phối hợp với các cơ quan tài trợ như các ngân hàng phát triển.
- Khuyến khích các quan hệ đối tác tư nhân đại chúng, với các quy mô kỹ thuật phù hợp.
- Hướng đến giải quyết những vấn đề của những gì các chính sách công cần phải được thực hiện.

## Tổ chức
WFEO là thành viên liên kết của UNESCO.
WFEO có các thành viên quốc gia và vùng lãnh thổ (hơn 90 nước), thành viên quốc tế, thành viên liên kết và các đối tác, đặc biệt là các cơ quan hữu quan của Liên Hợp Quốc. 
| Thành viên quốc tế:  |                                                                  | |
| CEC                  | Hội đồng Kỹ sư khối Thịnh vượng chung                            | Commonwealth Engineers Council ws Lưu trữ ngày 4 tháng 3 năm 2016 tại Wayback Machine                               |
| FAE                  | Liên đoàn Kỹ sư Arab                                             | Federation of Arab Engineers                                                                                        |
| FAEO                 | Liên đoàn các Tổ chức Kỹ thuật châu Phi                          | Federation of African Engineering Organisations                                                                     |
| FEANI                | Liên đoàn các Hiệp hội Kỹ thuật Quốc gia châu Âu                 | Fédération Européenne d'Associations Nationales d’Ingénieurs ws Lưu trữ ngày 3 tháng 4 năm 2016 tại Wayback Machine |
| FEISCA               | Liên đoàn các Tổ chức Kỹ thuật khu vực Nam và Trung Á            | Federation of Engineering Institutions of South and Central Asia                                                    |
| FEIAP                | Liên đoàn các Tổ chức Kỹ thuật khu vực châu Á và Thái Bình Dương | Federation of Engineering Institutions of Asia and the Pacific ws                                                   |
| UPADI                | Liên đoàn các Hiệp hội Kỹ thuật Pan America                      | Pan American Federation of Engineering Societies                                                                    |
| USEA                 | Liên hiệp các Hội Khoa học và Kỹ thuật                           | Union of Scientific and Engineering Associations                                                                    |
| AFEO                 | Liên đoàn các Tổ chức Kỹ thuật ASEAN                             | ASEAN Federation of Engineering Organizations ws                                                                    |
| WCCE                 | Hội đồng Kỹ sư dân dụng Thế giới                                 | World Council of Civil Engineers ws                                                                                 |
| Thành viên liên kết: |                                                                  | |
| ACECC                | Hội đồng Điều phối Kỹ thuật Dân sự châu Á                        | Asian Civil Engineering Coordinating Council                                                                        |
| ECEC                 | Hội đồng các Phòng Kỹ thuật châu Âu                              | European Council of Engineers Chambers                                                                              |
| CONFEA               | Hội đồng Liên bang về Kỹ thuật, Kiến trúc và Nông gia            | Federal Council of Engineering, Architecture & Agronomics                                                           |
| JFES                 | Liên đoàn các Hiệp hội Kỹ thuật Nhật Bản                         | The Japan Federation of Engineering Societies                                                                       |
| LIU                  | Underwriters Quốc tế Tự do                                       | Liberty International Underwriters                                                                                  |
| MCMI                 | Trung tâm Kỹ thuật Toàn cầu Madrid                               | Madrid Worldwide Engineering Center                                                                                 |
| PEC                  | Hội đồng Kỹ thuật Pakistan                                       | Pakistan Engineering Council                                                                                        |
|                      | Truyền thông Petrus                                              | Petrus Communications                                                                                               |

## Hoạt động
Đại hội đồng là cơ quan chủ quản WFEO. Giữa các kỳ Đại hội đồng, Hội đồng điều hành thực hiện công việc của Liên đoàn.
Việc kinh doanh của Liên đoàn được xử lý bởi Hội đồng quản trị điều hành, hỗ trợ bởi các giám đốc điều hành. Những hoạt động của Đại hội đồng, Hội đồng chấp hành hoặc Ban Chấp hành được quyết theo đa số phiếu.
WFEO họp hội nghị (Conferences) thường niên, thường vào tháng 9, với chủ đề khoa học kỹ thuật tại một nước thành viên. Hội nghị rộng mở cho các cá nhân không phải là hội viên được tham dự.
Các chủ tịch WFEO:
- 2015-... Jorge Spitalnik,  Uruguay
- 2013-2015: Marwan Abdelhamid,  Palestine
- 2011-2013: Adel Al Kharafi,  Kuwait
- 2009-2011: Maria Prieto Laffargue,  Tây Ban Nha
- 2007-2009: Barry Grear,  Úc
- 2005-2007: Kamel Ayadi,  Tunisia
- 2003-2005: Dato Lee Yee Cheong,  Malaysia
- 1999-2003: José Medem,  Tây Ban Nha
- 1995-1999: Conrado Bauer,  Argentina
- 1991-1995: William J Carroll,  Hoa Kỳ
- 1986-1991: A.Y. Ishlinsky,  Nga
- 1975-1986: Sadok Ben Jemaa,  Tunisia
- 1968-1974: Eric Choisy,  Pháp